# The Belairs
The Belairs, aussi orthographié The Bel-Airs, est un groupe de surf rock américain, originaire de, Los Angeles, actif au début des années 1960 en Californie. Ils font partie des pionniers de la surf music, notamment via le succès de leur morceau instrumental de 1961 Mr. Moto, l'un des premiers hits du genre, et qui s'inspire des premiers concerts de Dick Dale.

## Histoire
Eddie Bertrand et Paul Johnson étaient encore au lycée lorsqu'ils ont commencé à jouer ensemble des titres instrumentaux rock 'n' roll de Duane Eddy, Johnny and the Hurricanes et de The Fireballs, puis à écrire leurs propres morceaux. Au début, ils se produisent en duo dans différents clubs de musique locaux ; peu après, Richard Delvy, Chas Stewart et Jim Roberts se joignent à eux. En 1961, ils se produisent pour la première fois sous le nom de The Belairs : le groupe organise dans le sud de la Californie des bals régionaux (scolaires) Highschool Dances, qui remportent un grand succès avec un nombre de visiteurs allant jusqu'à quatre chiffres.
The Belairs étaient surtout connus pour leur tube de 1961 Mr. Moto, une chanson de surf rock instrumentale qui comportait une intro inspirée du flamenco et contenait un interlude mélodique au piano. Le thème de la chanson a été utilisé dans le solo de la chanson Seed de Sublime. La chaons a atteint le top 20.
Le groupe se sépare après deux ans d'existence, en 1963, à la suite d'une dispute entre les deux membres fondateurs du groupe, Eddie Bertrand et Paul Johnson sur l'usage de la nouvelle reverb Fender de l'époque dans leur musique (celui-ci était pour, celui-là contre)[réf. nécessaire]. Les membres continuent séparément : Chas Stuart forme un autre groupe, The Belairs, Eddie Bertrand forme un autre groupe important de la surf music en Californie, Eddie and the Showmen, Paul Johnson devient musicien de session et travaille avec The Good Guys, The Super Stocks et The Surfriders, tandis que Richard Delvy et Jim Roberts forment The Challengers, et que DIck Dodd rejoint The Standells. Eddie Bertrand succombe à un cancer le 27 octobre 2012, à l'âge de 67 ans,.

## Membres
Le groupe est formé par Paul Johnson et Eddie Bertrand.
- Paul Johnson, Eddie Bertrand - guitare
- Dick Dodd, Richary Delvy - batterie
- Chas Stuart - saxophone
- Jim Roberts - piano

## Discographie

### Albums et compilations
- 1976 : Rock ’n’ Roll Instrumentals – Vol 02
- 1982 : The History of Surf Music
- 1989 : Surfin Hits
- 1993 : Surfer’s Mood II
- 1996 : Cowabunga! Surf-Box
- 1997 : Kahuna Classics
- 1998 : Hard Rock Records – Surf
- 1998 : Surf Sand Sun
- 1998 : More Surf Legends (and Rumors)
- 2002 : Totally Tubular
- 2004 : Curl Rider
- 2005 : Lost Legends opf Surf Guitar – Vol. 04
- 2005 : Quite A Party

### Singles
- 1961 :  Mr. Moto/Little Brown Jug (Arvee)
- 1962 : Volcanic Action (Arvee)
- 1962 : Kami-Kaze/Vampire (Triumph Records)